# Bunzō Hayata
Bunzō Hayata (早田 文藏, Hayata Bunzō) est un botaniste japonais, né le 2 décembre 1874 et mort le 13 janvier 1934.
Il est connu pour ses travaux sur la taxinomie des végétaux du Japon et de Formose. Il enseigna à l’université impériale de Tokyo dont il fut le troisième directeur du jardin botanique de recherche.
Il publia, entre autres, dix fascicules consacrés à la Botanique de Formose (Taïwan) de 1911 à 1921, en latin et en anglais, sous le titre général, Icones Plantarum Formosanarum nec non et Contributiones ad Floram Formosanam.

## Source
- (en) Cet article est partiellement ou en totalité issu de l’article de Wikipédia en anglais intitulé « Bunzō Hayata » (voir la liste des auteurs).